# مصنع الجيش الإسرائيلي

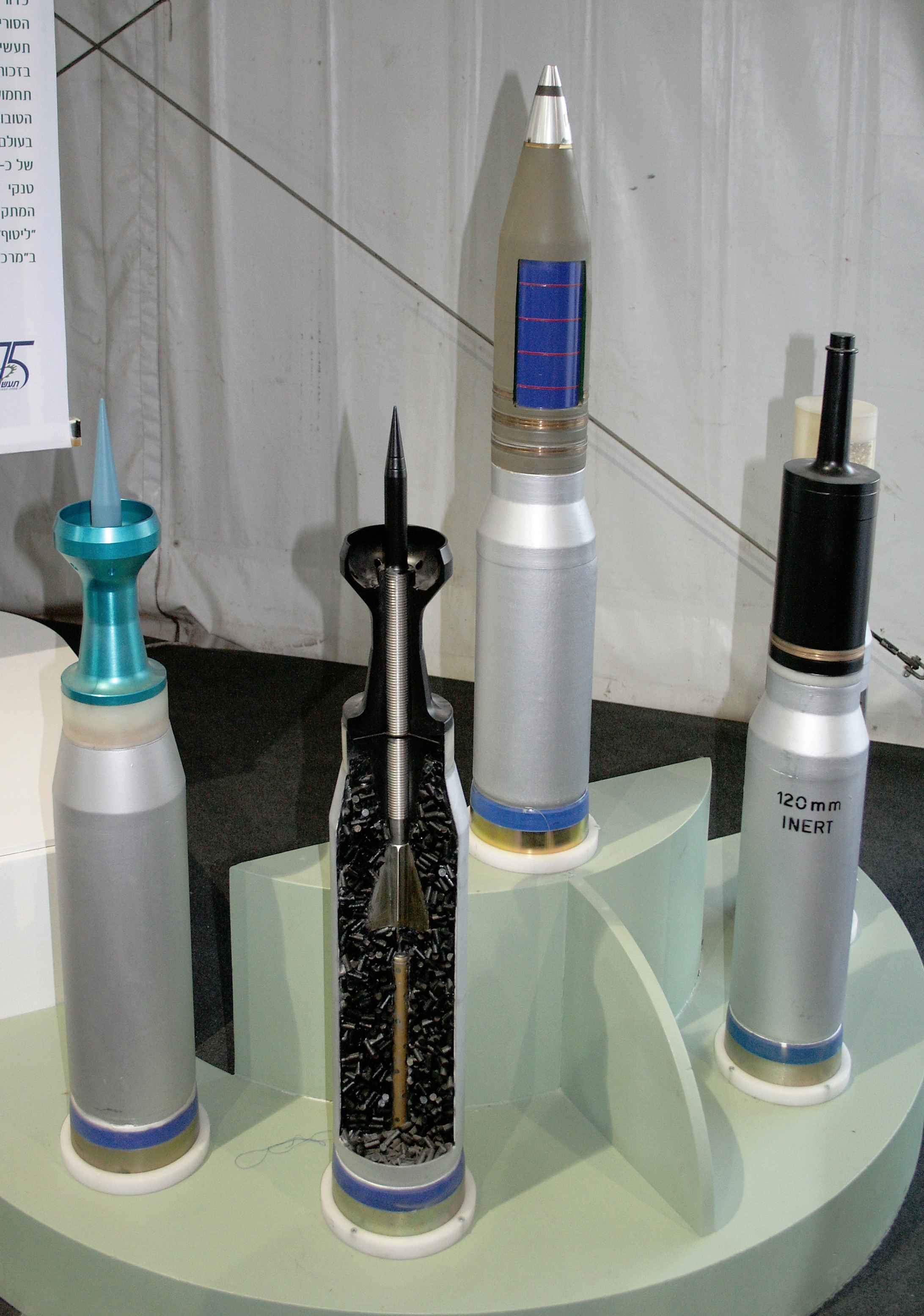
مجموعة من القذائف عيار 120 مم، من صناعة المصنع

مصنع الجيش الإسرائيلي (بالعبرية: התעשייה הצבאית) (بالإنجليزية: Israel Military Industries)، هو مصنع تنتج للأغراض العسكرية، مثل صناعة المسدس ورشاشات والقاذفات الصاروخية وطائرات بدون طيار ونحو ذلك (يرمز بالأحرف الإنجليزية:IMI).

## أهم المنتجات
- ديسرت أيجل
- رشاش عوزي

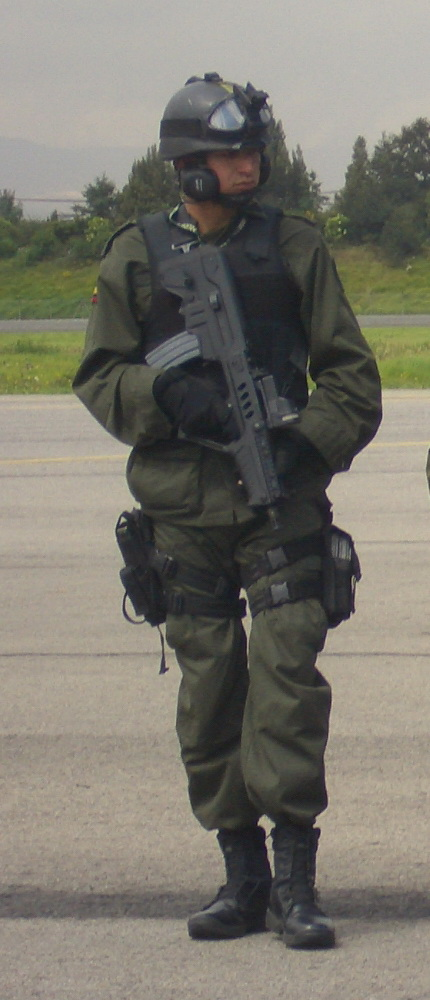
جندي كولومبي يحمل بندقية تافور الإسرائيلية

- جرافة الجيش الإسرائيلي كاتربيلر دي-9

وغيرها.

## وصلات خارجية
- Official site نسخة محفوظة 27 سبتمبر 2012 على موقع واي باك مشين.
- Israeli Weapons Industry (formerly IMI small arms division)